# Walter De Maria
Walter De Maria (eigentlich Walter Joseph De Maria; * 1. Oktober 1935 in Albany, Kalifornien; † 25. Juli 2013 in Los Angeles) war ein US-amerikanischer Künstler, ein wichtiger Vertreter des Minimalismus, der Konzeptkunst und der Land Art.

## Leben

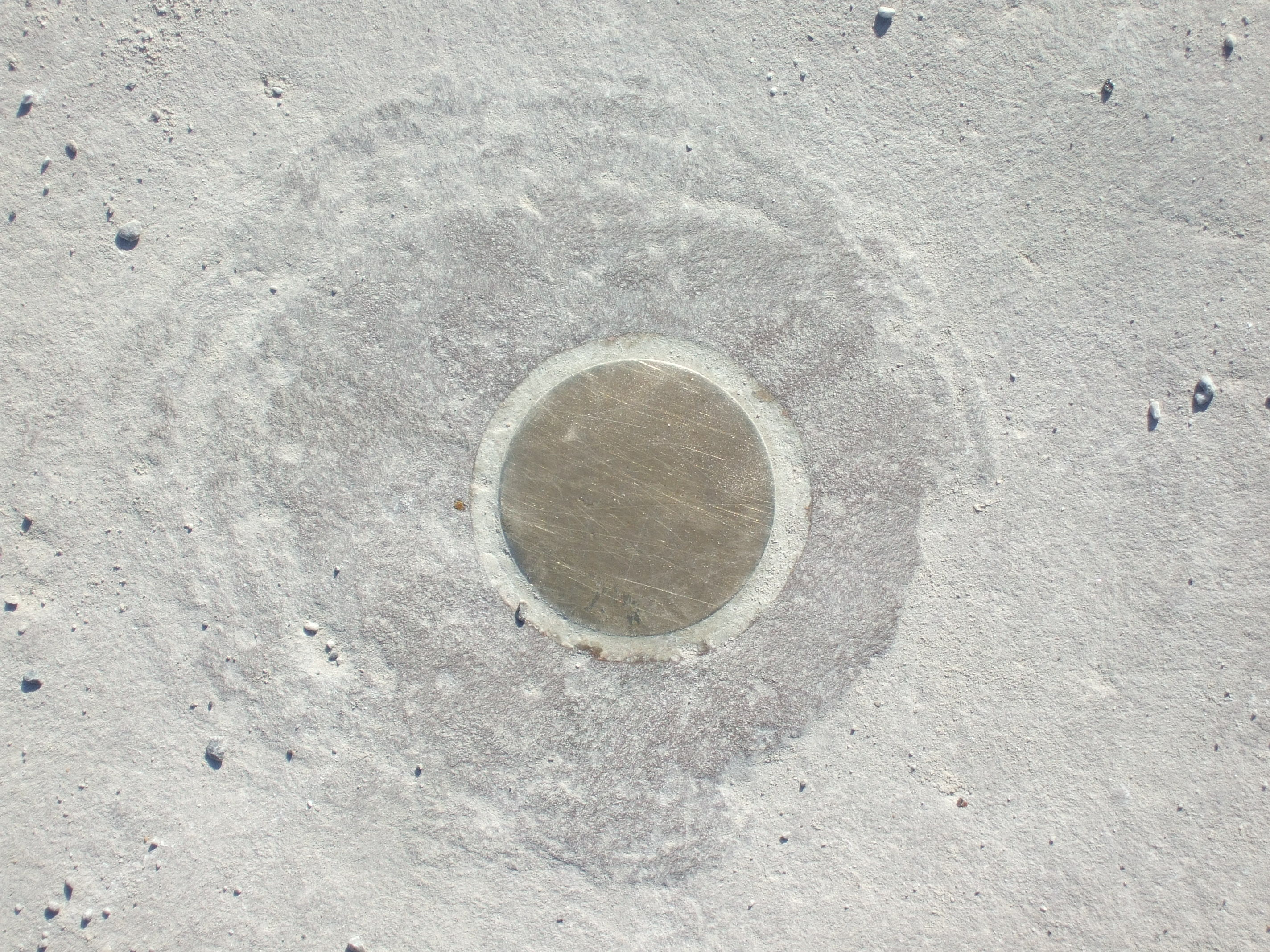
Vertikaler Erdkilometer

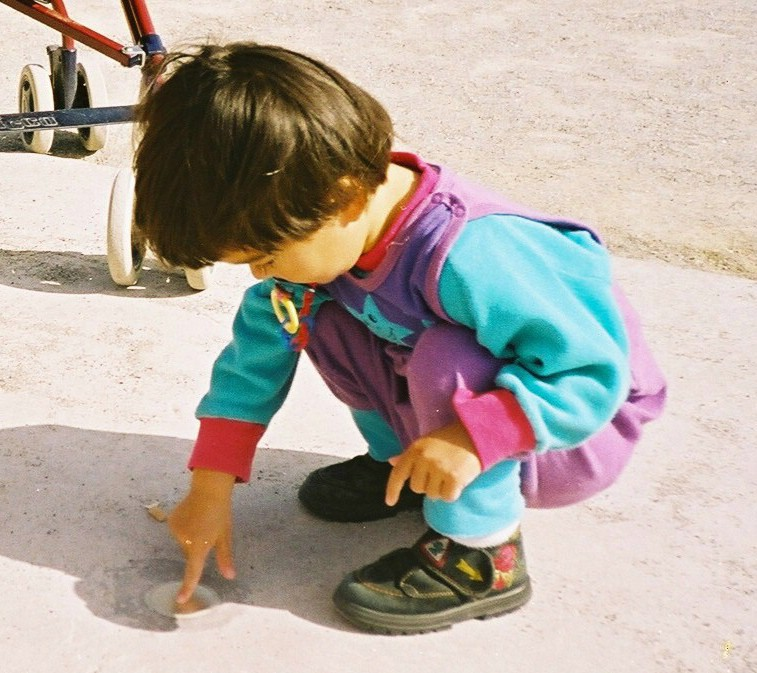
Ein Kind berührt den Vertikalen Erdkilometer von Walter De Maria, Kassel, 1997

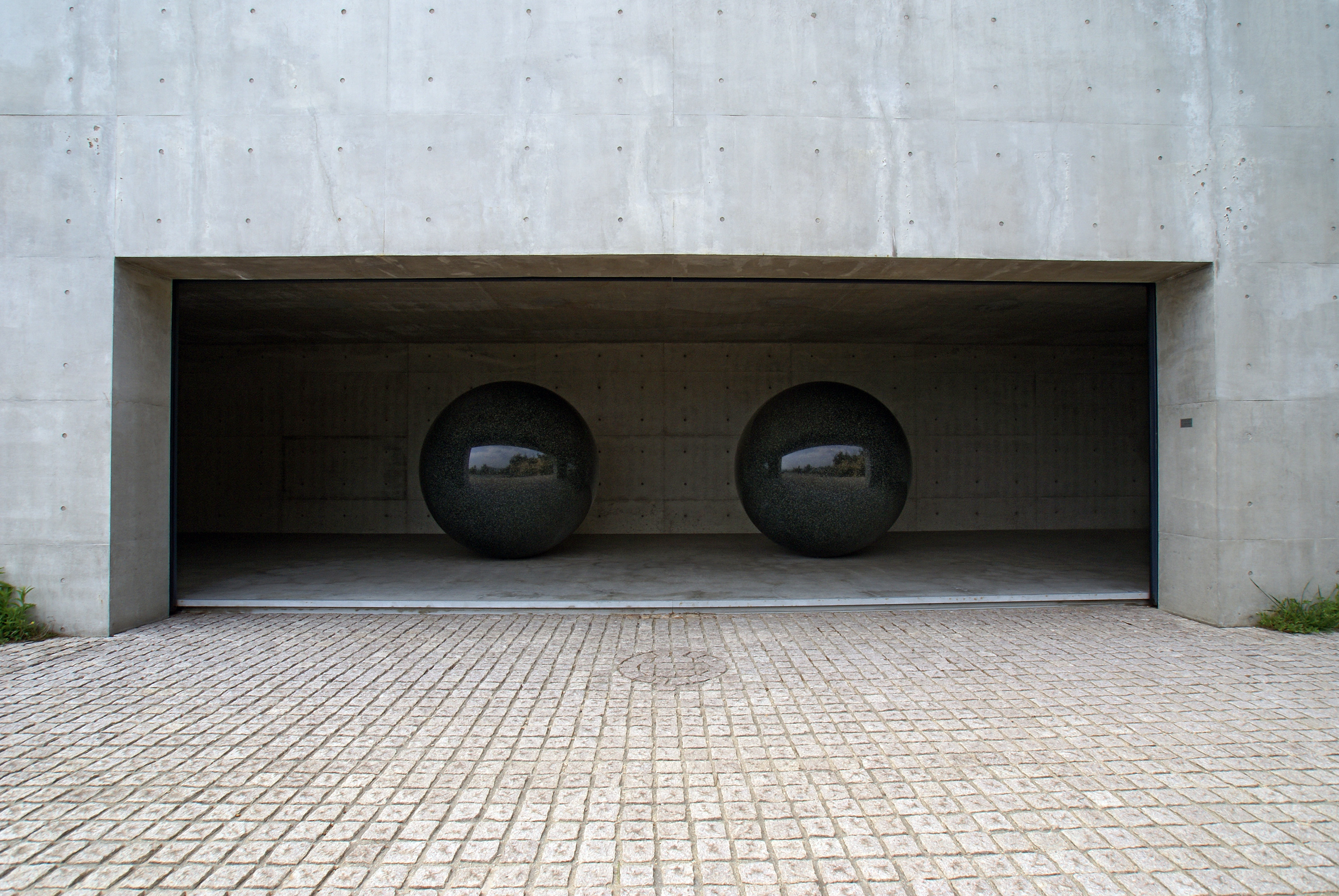
Skulptur Seen/Unseen Known/Unknown, Naoshima, Japan

Walter De Maria studierte ab 1953 Geschichte an der University of California, Berkeley. Nach seinem BA-Abschluss 1957 studierte er dort Malerei bei David Park (MFA 1959). 1960 zog De Maria nach New York, wo er bis zu seinem Tod lebte. Er war Teilnehmer der 4. documenta in Kassel im Jahr 1968, auf der Documenta 5 (1972) und der Documenta 6 im Jahr 1977 als Künstler vertreten.
1968 präsentierte De Maria in den Münchner Galerieräumen von Heiner Friedrich und Franz Dahlem in der Maximilianstraße 15, dann auch in einer neu gegründeten Filiale in Köln, einem erstaunten Publikum – erstmals in Deutschland – einen Earth Room, einen Galerieraum, den Walter De Maria mit 50 m³ Erde angefüllt hatte. Der Vorschlag Friedrichs, im Rahmen des Kunstprogramms zu den Olympischen Spielen 1972 einen vertikalen Erdkilometer zu installieren, wurde von der Münchner Stadtverwaltung abgelehnt. Das Projekt Der vertikale Erdkilometer wurde erst 1977 auf der Documenta 6 verwirklicht.
De Marias schöpferisch-experimentelle Interessen galten neben der Minimal Art, Concept Art und Land Art auch der Performance, dem Film und der Musik. Als ‘Proto-Mitglied‘ spielte er in der Gruppe The Velvet Underground. Sein bekanntester Film Hard Core (1969) ist eine sehr eindrucksvolle Hommage an die Land Art in Verbindung mit einem Duell zweier Western Cowboys im High Noon Stil. Bei allen ästhetischen Konzepten und Gestaltungen ging es dem Künstler vor allem um die Einfachheit und Intensität des Ausdrucks.

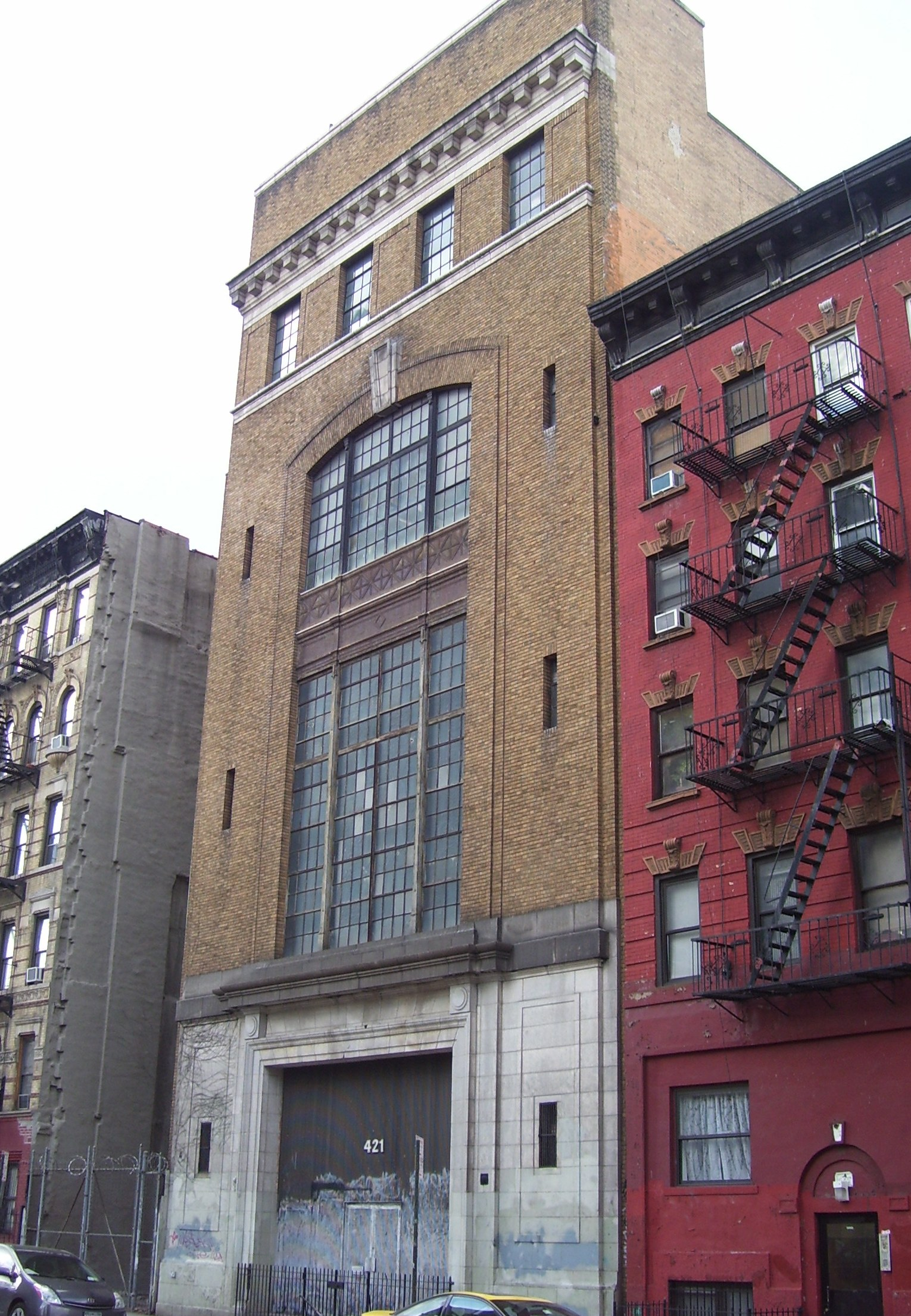
De Marias Atelierhaus in der 421 East 6th Street

1977 zog Heiner Friedrich mit seiner Galerie nach New York. Die letzte Ausstellung war wieder Walther De Maria und dem Earth Room gewidmet, der sich als feste Installation unter dem Titel The New Yorker Earth Room seit 1977 in den Räumen befindet. Er wollte ”[…] dem hochtourig laufenden Ausstellungsbetrieb, in dem eine Schau die nächste jagte, […] etwas Bleibendes entgegensetzen.”
Für Walter De Maria wurde von der Dia Art Foundation ein 75 Quadratkilometer großes Gelände bei Quemado in New Mexico gekauft, um seine Installation Lightning Field mit 400 Edelstahlstäben auf einer Breite von einem Kilometer und einer Länge von einer Meile zu errichten. Die Stelen, oben angespitzt, haben einen Durchmesser von 5 Zentimetern und eine Höhe zwischen 8,14 m und 4,6 m. Damit glichen sie das unregelmäßige Terrain aus und bilden eine gemeinsame Höhe. Das Werk wurde 1977 vollendet.
Ende der 1970er Jahre kaufte De Maria in New York ein ehemaliges Umspannwerk der Con Edison in der East 6th Street 42 zusammen mit einem leeren Nachbargrundstück und verwandelte es 1980 in ein Wohn-, Ausstellung- und Atelierhaus. Mit dem Ankauf von 87 Werken der ehemaligen Sammlung Ströher gelangte auch die weltweit größte Werkgruppe an Skulpturen De Marias an das MMK Museum für Moderne Kunst Frankfurt am Main. Weitere Werke wurden später erworben. Nach De Marias Tod wurde das Anwesen 2014 an den Milliardär und Kunstsammler Peter Brant für 27 Millionen Dollar verkauft.
Zu De Marias Œuvre gehören neben immateriellen Werken der Konzeptkunst Skulpturen, Installationen und Werke der Land Art.
2001 wurde De Maria mit dem Roswitha Haftmann-Preis ausgezeichnet.

## Werke (Auswahl)
- 1965: Water Water Water (konzeptionelle Landschaftszeichnung)
- 1965: Silver Portrait of Dorian Gray (Skulptur)
- 1965: Cage (Skulptur), Museum für Moderne Kunst MMK, Frankfurt a. M.
- 1966: Pyramid Chair, (Skulptur aus V-Stahl und Lackleder), Museum für Moderne Kunst MMK, Frankfurt a. M.
- 1966/1991: 4-6-8 Series, (Verchromte Stahlskulptur, 27 Teile), Museum für Moderne Kunst MMK, Frankfurt a. M.[12]
- 1966: High Energy Bar (Stahlskulptur), Museum für Moderne Kunst MMK, Frankfurt a. M.
- 1968: Mile Long Parallel Walls In The Desert (Land Art Projekt)
- 1968: Sphinx, (Land Art Project), Hamburg
- 1968: Münchner Erdraum[13] (Installation) Die Installation bestand aus 50 Kubikmetern sauber geharktem und geglättetem Torfmull.[14]
- nach 1968: als New York Earth Room seit mehr als 50 Jahren in SoHo in Manhattan zu sehen.[15]
- 1969: Las Vegas Piece (Land Art Installation)
- 1969: Two Lines Three Circles on the Desert (Fernsehgalerie Berlin Gerry Schum)
- 1972: Triangle, Circle, Square (Aluminiumskulpturen), Museum für Moderne Kunst MMK, Frankfurt a. M.
- 1974–1977: The Lightning Field (Land Art Installation) Nördlich von New Mexico wurden auf einer Fläche von über einem Quadratkilometer 400 angespitzte Stahlstangen aufgestellt, die an einem Gewittertag zur kosmischen Umspannstation werden sollten.[14][16]
- 1977: Vertikaler Erdkilometer (Installation im Rahmen der documenta 6) Auf dem Friedrichsplatz in Kassel ließ Walter De Maria eine vertikale Bohrung anlegen und füllte das Loch mit massiven Messingstäben von 5 cm Durchmesser, die zu einem Kilometer ineinandergesteckt, dauerhaft in die Erde eingelassen wurden.
- 1979: The Broken Kilometer (Installation, New York)[17]
- 1976–1977 und 1982: Equal Area Series # 14, 15, 16" (Installation DASMAXIMUM KunstGegenwart Traunreut)
- 1985: 5 Kontinente Skulptur (Installation, Stuttgart) In einem 75 cm hohen verglasten Stahlrahmen lagerten 325 Tonnen Marmor- und Quarzbruch aus Afrika, Asien, Europa, Nord- und Südamerika.[14]
- 1988: Anfang und Ende der Unendlichkeit (Installation, Staatsgalerie Stuttgart) In einem abgedunkelten Saal ruhten fünfzig halbmeterlange massive Messingzylinder als vier Tonnen schwere Goldlinie auf zehn schmalen weißen Sockeln.[14]
- 1999–2000: The 2000 Sculpture (Installation, Kunsthaus Zürich, 1992) 2000 Gipsteile symbolisierten das Jahr 2000.[14]
- 2002: Large Red Sphere (Installation, Türkentor (München))

### Bildergalerie Large Red Sphere, Türkentor München

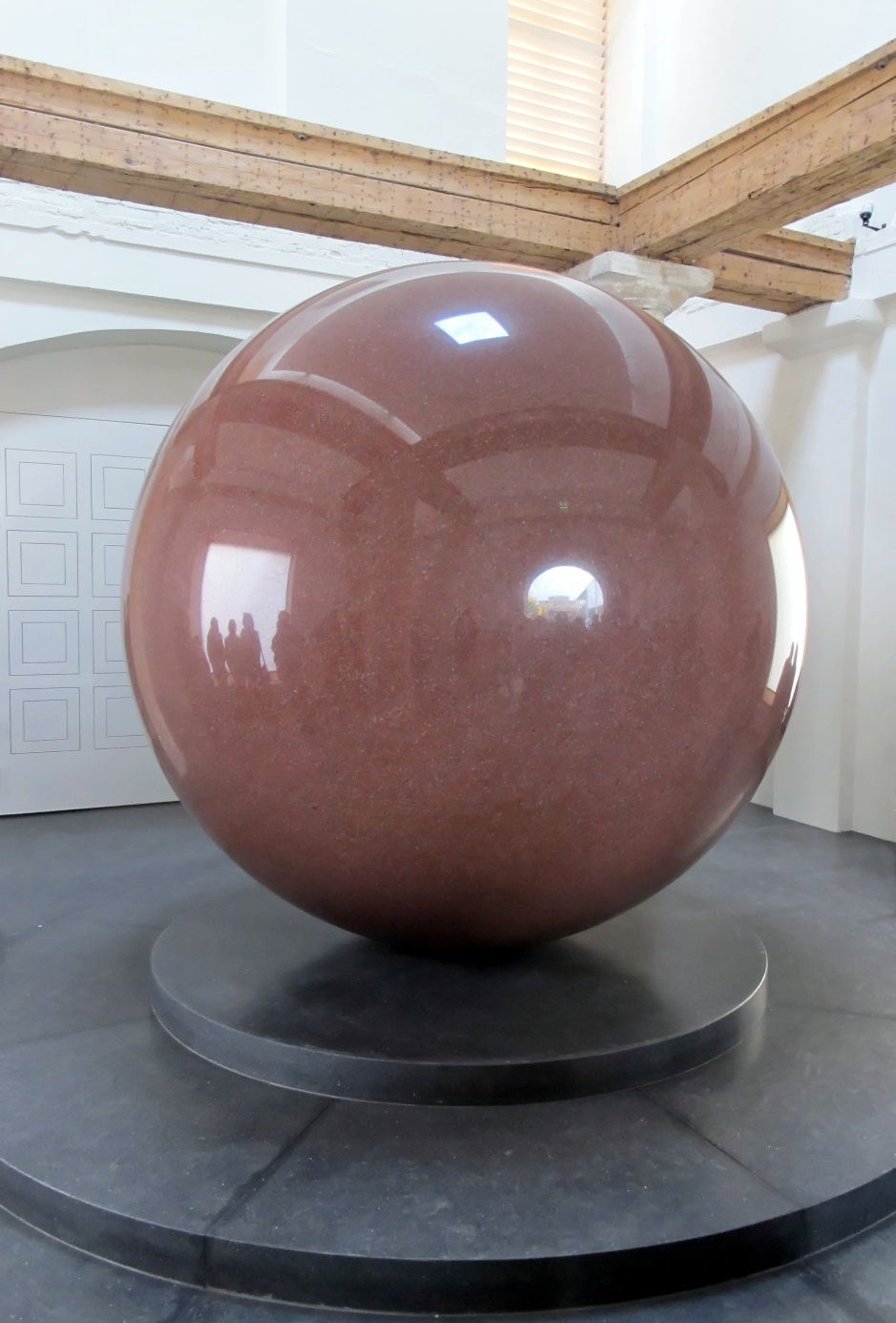
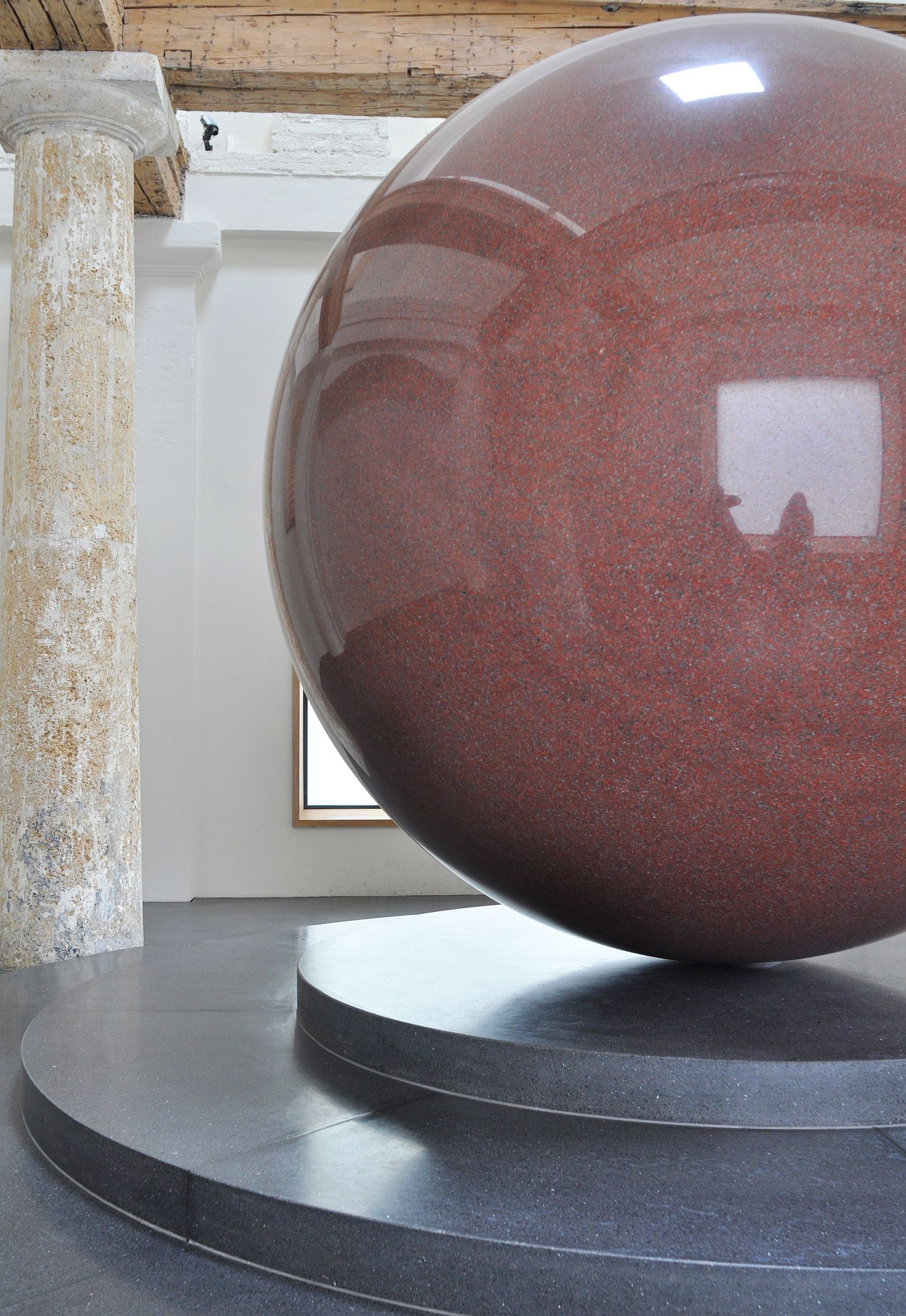
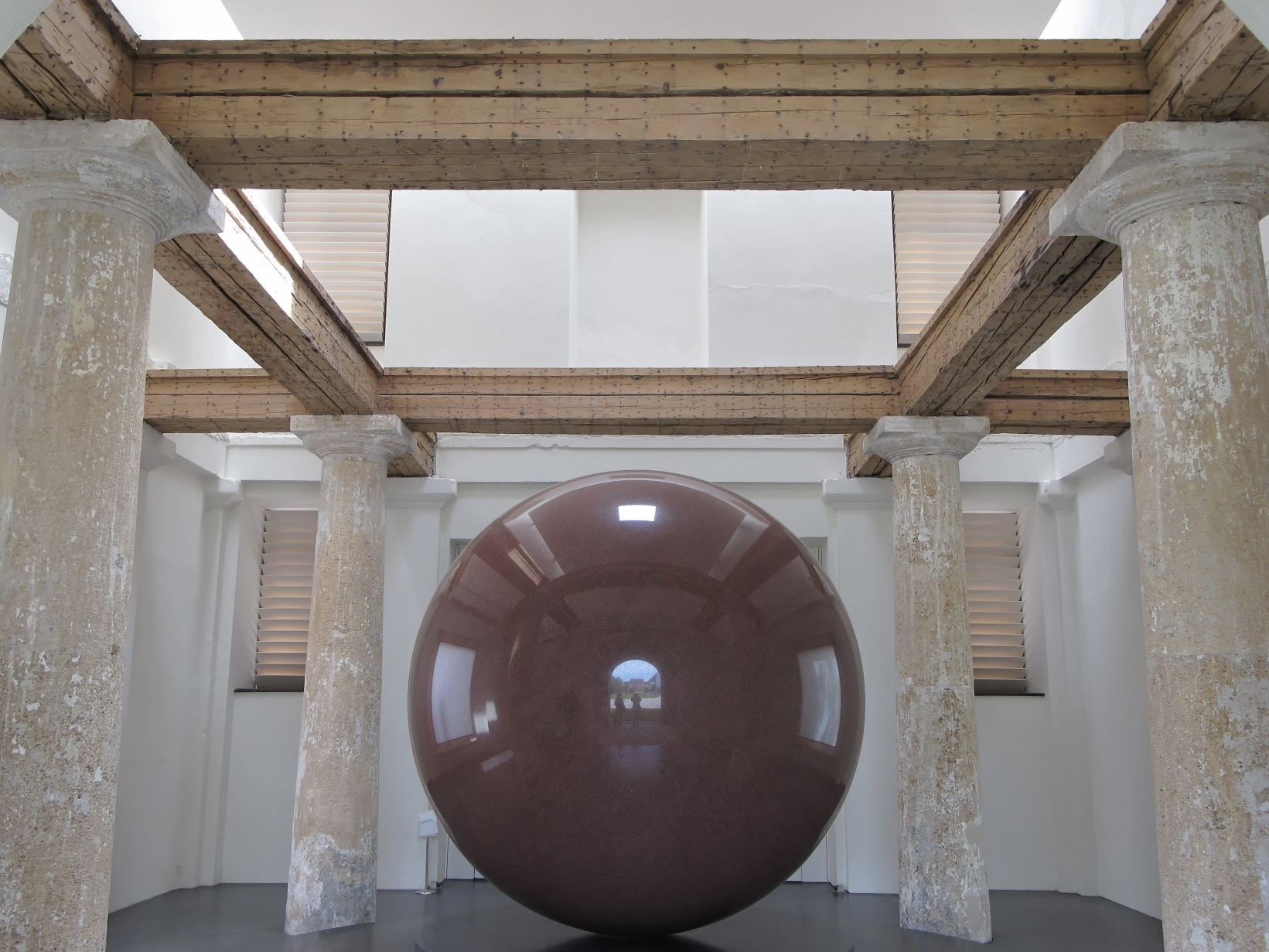

### Bildergalerie Sphere of Human Rights, Palais Bourbon, Paris

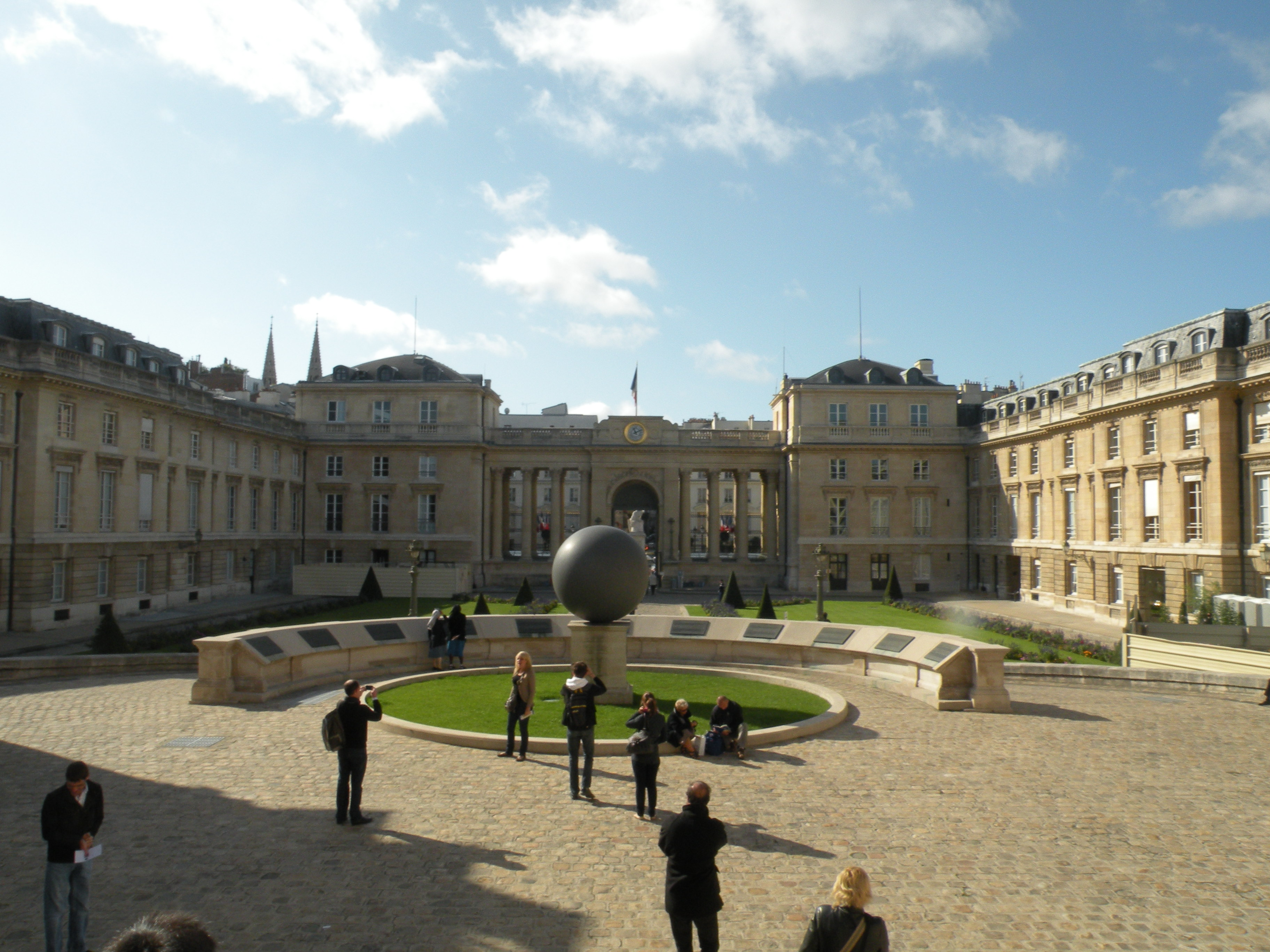
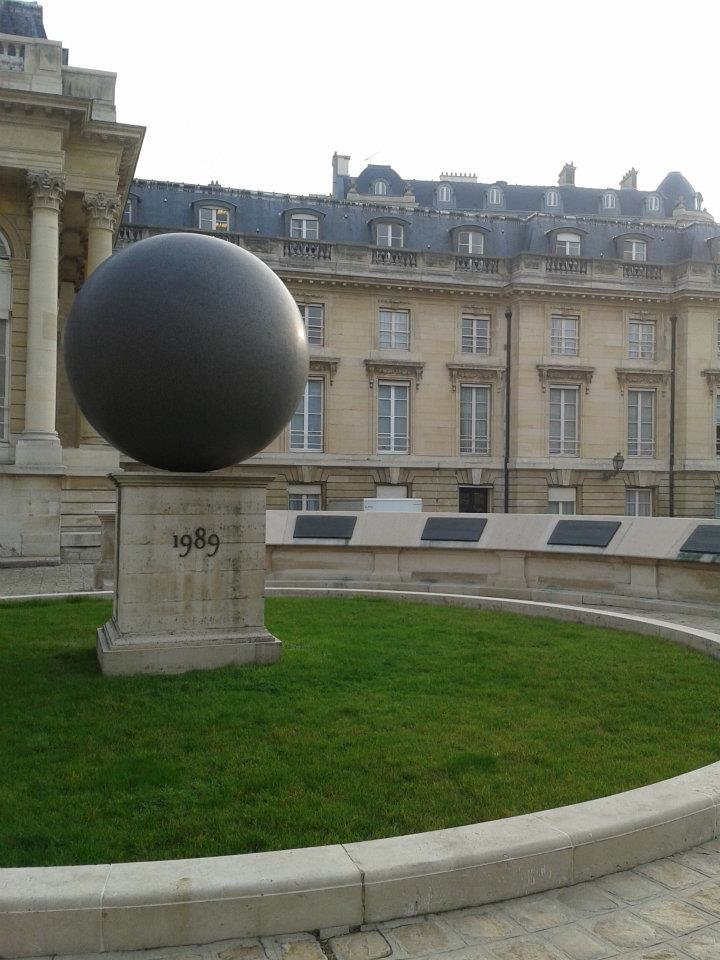
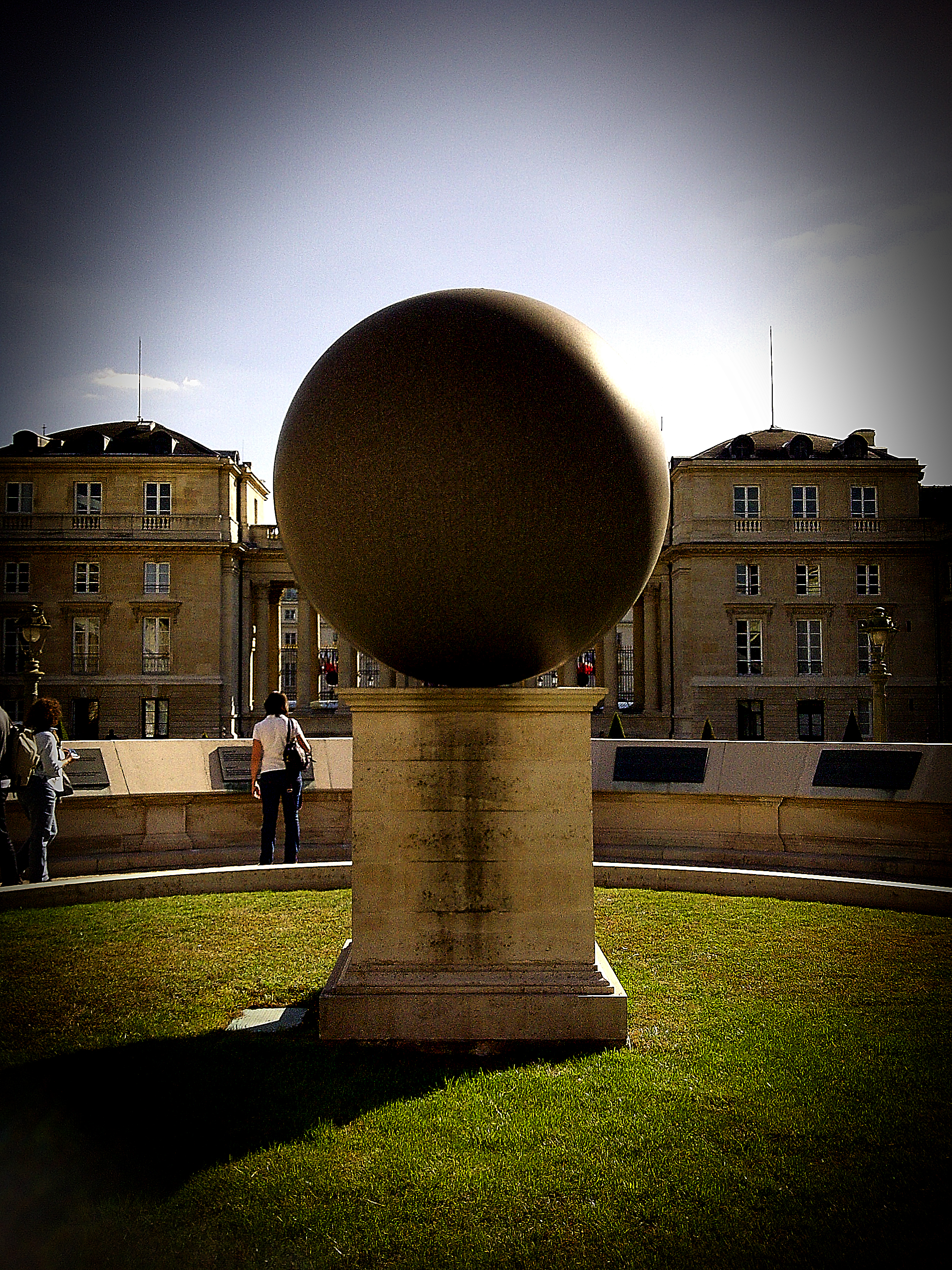